# Радулович, Желько
Желько Радулович (черног. Željko Radulović) — черногорский дипломат.

## Биография
Математик по образованию, учился в Одессе. Владеет русским языком.
В 2008—2013 гг. — Чрезвычайный и Полномочный Посол Черногории в Украине, Молдове и Беларуси, с резиденцией в Подгорице. 27 мая 2008 г. вручил верительные грамоты Президенту Беларуси Александру Лукашенко, 30 мая 2008 г. — Президенту Молдовы Владимиру Воронину, 16 октября 2008 г. — Президенту Украины Виктору Ющенко.
Затем работал советником посольства Черногории в России, однако в апреле 2018 г. был выслан из Москвы в ответ на высылку российского дипломата из Подгорицы. C 2019 г. поверенный в делах Черногории в Азербайджане.